# Yaël Hayat
Pour les articles homonymes, voir Hayat.
Yaël Hayat est une avocate, née en 1969 à Lausanne.

## Biographie
Yaël Hayat est née en 1969 à Lausanne. Ses parents sont originaires de Tunisie. Son père, après des études à l'École polytechnique fédérale de Lausanne, devient physicien à l'État de Vaud ; sa mère s'occupe du foyer. Elle est la deuxième d'une fratrie de quatre enfants, tous des filles.
Elle souhaite devenir comédienne puis après sa maturité à Lausanne (latin-anglais) hésite entre devenir psychiatre ou avocate. Elle est titulaire d'une licence en droit de l'Université de Lausanne qu'elle a obtenue en 1994. Elle décroche son brevet d'avocate à Genève en 1999, après avoir obtenu le premier prix d'éloquence du Concours Maurice Garçon à Paris deux ans plus tôt. En 2002, elle cofonde l'étude Hayat & Bertossa, qui devient Hayat & Meier en 2007.
Elle exerce et vit en vieille-ville de Genève, où elle est une pénaliste reconnue notamment comme avocate de la défense. Elle est membre de l'Ordre des avocats de Genève ainsi que de sa commission de droit pénal.
Elle est mère d'un enfant et a étudié le piano au conservatoire.

## Causes
En 2013, Yaël Hayat est l'avocate d'une personne âgée condamnée pour crimes sexuels et gravement malade avec une espérance de vie limitée. Elle plaide pour une libération anticipée et déclare : « Quand on s'approche de la mort, la froideur des barreaux n'est pas tolérable. Lorsque la justice prend un visage humain face à l'agonie, elle s'ennoblit. C'est toute la nuance entre le juge et le justicier. »
En 2016, elle défend les intérêts de la victime dans l'affaire Warluzel. Elle représente également, avec Maître Loïc Parein, l'accusé dans l'affaire vaudoise de l’assassinat de Marie. En 2017, elle est, avec Marc Bonnant, l'avocate de Tariq Ramadan accusé d'agressions sexuelles. Ramadan change d'avocats sans explication en début de procédure judiciaire.
En 2019, elle défend le conseiller administratif de Genève Rémy Pagani accusé de gestion déloyale des intérêts publics dans l'« affaire des notes de frais » révélé par un rapport de la Cour des comptes.
Yaël Hayat prend également la défense d'un militant pro-climat lors du procès de Lausanne action climat en 2020. Aux côtés de Maîtres Grégoire Mangeat et Fanny Margairaz, Yaël Hayat est l'avocate de Pierre Maudet accusé  « d'acceptation d'un avantage ».

## Engagements et prises de position
Yaël Hayat est membre du comité du Projet Innocence Suisse, qui vise à venir en assistance à des condamnés à tort en vue d'obtenir une révision de leur jugement. Elle fait également partie du comité cantonal de la Ligue internationale contre le racisme et l'antisémitisme.
Elle se bat contre l'internement à vie qu'elle juge comme « une mise à mort » et pour des conditions d'emprisonnement dignes.
Elle dénonce le néo-féminisme issu du mouvement MeToo, l'accusant « d'être totalitaire, d'imposer une pensée unique et de défier l'État de droit » et les tribunaux médiatiques instaurés par les réseaux sociaux.

## Plaidoiries au théâtre
Yaël Hayat plaide également dans différents procès fictifs, notamment avec Marc Bonnant. Ainsi, en 2015, elle lui fait face dans le procès d'Horace puis en juin 2017, dans le procès de Lady Macbeth. Pour les dix ans de la mort de Jacques Chessex, en octobre 2019, elle partage la scène avec Marc Bonnant pour une plaidoirie fictive intitulée « Le procès de Jacques Chessex ».

## Style
Pour ses plaidoiries, Yaël Hayat va chercher « un éclairage sur notre humanité » chez Dostoïevski, Shakespeare ou Camus. Ce dernier l'a particulièrement inspirée, elle décrit son roman L'Étranger comme « le trait d'union entre mon adolescence et ma vie d'avocate ».